# 松本美和
松本 美和（まつもと みわ、1971年12月15日 - ）は、日本の女性声優。福岡県出身。アクセント預り。

## 略歴
かつてはフリーアトム、アークプロダクションに所属していた。2020年にアクセントからECHO-Sに移籍していたが、2021年現在はアクセント預りに戻っている。
高い後進指導力を持っており、短期大学等の声優コース講師を歴任している。

## 人物
資格は普通自動車免許。
趣味は映画、ビデオ鑑賞、観劇、読書。特技は編み物、料理。

## 出演
太字はメインキャラクター。

### テレビアニメ
1995年
- 愛天使伝説ウェディングピーチ（1995年 - 1996年、じゃ魔ピー）
- ナースエンジェルりりかSOS（男の子、女学生、瑠美、サッカープレイヤー）

1996年
- こちら葛飾区亀有公園前派出所（1996年 - 1998年、婦警、あまり、女、おばあさん、保母、人質の女 他）
- こどものおもちゃ（大木（佐々木）碧乃）
- 神秘の世界エルハザード
- 花より男子（道明寺椿〈子供時代〉、西門総二郎〈子供時代〉、道明寺司〈子供時代〉 他）
- 水色時代（仙川万理）
- るろうに剣心 -明治剣客浪漫譚-（1996年 - 1998年、孫、朱羅〈子供時代〉、伊織、捨三）

1997年
- ケロケロちゃいむ（しっぽ）
- さくらももこ劇場コジコジ（1997年 - 1999年、フー、ふうた、タコ弟、ペランコ星人、店員、バーバーばば君、天使）
- 夢のクレヨン王国（1997年 - 1999年、ニンジッピ、黄色大臣、草色大臣）

1998年
- おじゃる丸（ピンチヒッターからくり）
- カードキャプターさくら（三原千春、佐々木利佳〈代役〉）
- ビーストウォーズII 超生命体トランスフォーマー（1998年 - 1999年、スキュウレ）

1999年
- おジャ魔女どれみ（1999年 - 2002年、谷川将太、奥山なおみ、長谷川新吾、たつや、本郷ちから、松下あや、岡島小太郎、キャンディ伊藤、らいた、マリアンヌ 他） - 4シリーズ
- 神風怪盗ジャンヌ（チェリー）
- デジモンアドベンチャー（1999年 - 2001年、パタモン、ポヨモン、トコモン、エンジェモン、ペガスモン、ホーリーエンジェモン） - 2シリーズ
- メダロット（コテツ）

2000年
- 週刊ストーリーランド（清）
- ビックリマン2000（魔助チップ、童シー徒）
- ピポパポパトルくん（2000年 - 2001年、カーマニア、通信機器の声、子猫、おばさん、ゆうた 他）
- メダロット魂（ギンカイの妹）
- ラグラッツ（トミー・ピクルス）

2001年
- デジモンテイマーズ（マコト、子供弟）
- Dr.リンにきいてみて!（勇太）
- フルーツバスケット（相田リカ）

2002年
- あたしンち（2002年 - 2007年、吉田一子〈初代〉、少年A）
- 真・女神転生Dチルドレン ライト&ダーク（マッドハッター）
- デジモンフロンティア（コクワモンの子供）
- 灰羽連盟（子供）
- ぱにょぱにょデ・ジ・キャラット（ブタ子）
- ふぉうちゅんドッグす（チビヤマ）
- プリンセスチュチュ（演劇部員）

2003年
- 明日のナージャ（デイジー、ムーアの弟、マーサ、マヌエラ 他）
- ガンパレード・マーチ 〜新たなる行軍歌〜（友人A）
- 出撃!マシンロボレスキュー（ヒデキ）
- 鋼の錬金術師（2003年 - 2004年、男の子、兄）
- 人間交差点（みどり）

2004年
- ふたりはプリキュア（2004年 - 2005年、子供、志穂の母） - 2シリーズ
- ポケットモンスター アドバンスジェネレーション（ゴクリン）

2005年
- クレヨンしんちゃん（中村くん、ともみ）
- 甲虫王者ムシキング 森の民の伝説（赤ん坊）
- 創聖のアクエリオン（看護師）
- 絶対少年（須河原晶）
- DIGITAL MONSTER X-evolution（トコモン）
- ドラえもん（テレビ朝日版第2期）（男子B、少年A、ネコ）

2006年
- しにがみのバラッド。（宮崎ワコ）
- 出ましたっ!パワパフガールズZ（ニンジンモンスター）

2018年
- カードキャプターさくら クリアカード編（三原千春）

2020年
- デジモンアドベンチャー:（2020年 - 2021年、パタモン、エンジェモン、ホーリーエンジェモン、ゴッドドラモン、セラフィモン、ポヨモン、トコモン）

### 劇場アニメ
2000年
- 劇場版カードキャプターさくら 封印されたカード（三原千春）
- デジモンアドベンチャー ぼくらのウォーゲーム!（パタモン）
- デジモンアドベンチャー3D デジモングランプリ!（パタモン）
- デジモンアドベンチャー02 前編デジモンハリケーン上陸!!/後編超絶進化!!黄金のデジメンタル（パタモン）

2001年
- デジモンアドベンチャー02 ディアボロモンの逆襲（パタモン）

2002年
- デジモンフロンティア 古代デジモン復活!!（プッチーモン）

2020年
- デジモンアドベンチャー LAST EVOLUTION 絆（パタモン）

2023年
- デジモンアドベンチャー02 THE BEGINNING（パタモン）

### OVA
- おジャ魔女どれみナ・イ・ショ（2004年、カップル、客C、よし子、元気の母親）
- アンパンマンとはじめよう! 勇気りんりん! みんなの一日（2005年、タヌキくん）
- アンパンマンとはじめよう! かぞえよう 1・2・3（2006年、星の木）
- るろうに剣心 -明治剣客浪漫譚- 新京都編（2012年、新井伊織）
- デジモンアドベンチャー tri. 第1 - 6章（2015年 - 2018年、パタモン[9]） - 全6章

### Webアニメ
- デジモンアドベンチャー 25周年記念PV「デジモンアドベンチャー-BEYOND-」（2025年、パタモン）

### ゲーム
- きゃんきゃんバニープルミエール（1996年、スワティ）※セガサターン版
- スタースイープ（1997年、ポー）
- THE ウォーシミュレーション 〜人の創りし者達〜（2001年、アザレア）
- デジモンテイマーズ バトルエボリューション（2001年、パタモン）
- フーリガン〜君のなかの勇気〜（2002年、児玉みはる、東郷かずみ、西条かずみ）
- ドリームミックスTV ワールドファイターズ（2003年、リカちゃん）
- デジモンアドベンチャー（2013年、パタモン[10]）
- カードキャプターさくら ハピネスメモリーズ（2019年、三原千春[11]）
- 共闘ことばRPG コトダマン（2023年、パタモン[12]）
- パズドラ（パタモン / エンジェモン /ホーリーエンジェモン）

### 吹き替え
- ぼくが天使になった日
- ぼくの国、パパの国
- ラグラッツ（1998年、トミー・ピクルス）
- ラグラッツ・ザ・ティーンズ（2004年、トミー・ピクルス）

### CD
- デジモンアドベンチャー02ベストパートナー(10)高石タケル&パタモン
- デジモンアドベンチャー tri.　キャラクターソング「デジモン編」
- デジモンアドベンチャー02 ベストパートナー「絆」（5）高石タケル&パタモン

### ラジオ
- 週刊アニメグランプリ